# 中原丈雄
中原 丈雄（なかはら たけお、1951年10月19日 - ）は、日本の俳優。熊本県球磨郡湯前町出身。球磨焼酎大使。オフィス佐々木所属。

## 来歴・人物
駒澤大学中退。劇団未来劇場に所属し、数多くの舞台に出演。その後、テレビや映画に活動の場を移す。1992年、中島丈博監督作品『おこげ』で映画デビュー。現代劇、時代劇問わず幅広く活動。
特技は絵画を描くこと。「中原丈雄」の名付け親でもあるシャンソン歌手の石井好子のすすめで個展も開き、ART BOX大賞展ギャラリー賞を受賞。挿絵や装丁も手掛け、個展を何度も開いている。また、プライベートバンド「TAKEO.UT・MEN」を結成し、ライブも行う。特技はウクレレ。
熊本出身ということもあり、球磨焼酎酒造組合から21人目の「球磨焼酎大使」に任命され、テレビ熊本で米焼酎と料理の紹介番組『味わいの刻』でナビゲーターをしている他、2016年2月には国税庁主催「本格焼酎・泡盛セミナー」のパネルディスカッションのパネリストも務めた。
好きな俳優として志村喬、森雅之、佐分利信の名前を挙げている。

## 出演

### テレビ番組

#### レギュラー出演
- 中原丈雄の味わいの刻（2021年4月2日 - テレビくまもと）

### テレビドラマ
- ポーラテレビ小説「女 かけ込み寺」（TBS）テレビデビュー作
- 火曜サスペンス劇場 （日本テレビ）
  - たった独りのあなたのために（1985年12月）
  - 「手話法廷」（1990年1月、東宝）
  - 松本清張スペシャル・危険な斜面（1990年10月）- 東総務課長 役
  - 警部補 佃次郎
    - 1「幻の男」（1996年6月4日）- 安田久範 役
    - 18「母のこころ」（2003年10月7日）- 吉川みちるの父・吉川浩明 役

  - 犯罪心理分析官 3（1997年8月）- 津村部長 役
  - 刑事・鬼貫八郎
    - 7「憎悪の化石」（1997年12月2日）- 小説家・疋田十郎 役
    - 10「風の証言」（1999年10月12日）- 塾経営者・八代完治 役

  - 地方記者・立花陽介 11（1998年6月）- 高原芳夫 役
  - 小京都ミステリー 30（2001年10月）- 足立吾郎 役
  - 検事・霞夕子 20（2003年1月）- 郡進一 役
  - 身辺警護 12（2003年8月）- 恩田正一 役
  - 「迂回路」（2003年11月）- 柴田 役
  - 事件記者・三上雄太3「犯人逃走援助懲戒免職」（2005年9月27日）- 竹之内洋介 役
- 私鉄沿線97分署 第84話「愛の逃亡・サファリでチョン!」（1986年、テレビ朝日・国際放映）
- あきれた刑事 （日本テレビ）
  - 第1話（1987年10月）- 犯人グループ一味
  - 第18話（1988年2月） - 矢田商会の取引相手
- ベイシティ刑事 第6話「デカの子供まで狙うなョ!」（1987年11月、テレビ朝日・東映）
- 月影兵庫あばれ旅 第1シリーズ 第7話「悪党だます悪い奴」（1989年、テレビ東京・松竹）- 田倉陣内 役
- さすらい刑事旅情編III 第14話「疑惑!?アリバイ工作をした女」（1991年、テレビ朝日・東映）
- はぐれ刑事純情派（1991年、テレビ朝日）- 早川誠一
- 新春ワイド時代劇（テレビ東京）
  - 天下の副将軍水戸光圀 徳川御三家の激闘（1992年） - 色部半四郎 役
  - 宮本武蔵（2001年1月2日） - 吉岡源左衛門 役
  - 忠臣蔵〜決断の時（2003年1月2日） - 小林平八郎 役
- 特捜エクシードラフト 第35話「見えない巨人」（1992年、テレビ朝日）- 奥田広行 役
- 腕におぼえあり（1992年、NHK総合）- 黒木左門 役
- ラスト・フレンド（1993年、東海テレビ） - 小倉光男 役
- 大河ドラマ（NHK総合）
  - 炎立つ（1993年7月 - 1994年3月）- 藤原基顕 役
  - 徳川慶喜（1998年1月 - 1998年12月）- 梅沢孫太郎 役
  - 真田丸（2016年） - 高梨内記 役[8][9]
- 運命の森（1994年4月 - 7月、東海テレビ・国際放映）- 北里智久 役
- 家光謀殺（1995年1月3日、テレビ朝日） - 柳生宗矩　役
- 月曜ドラマスペシャル（TBS）
  - 松本清張特別企画・夜光の階段（1995年9月25日）
  - 保険調査員 しがらみ太郎の事件簿2（1996年）- 吉田茂雄 役
  - 弁護士芸者のお座敷事件簿4（1999年1月）- 若林省三 役
  - 探偵 左文字進 2（2000年4月）- 内海孝史 役
- 愛の劇場「ママは大ピンチ!!」（1996年、TBS）- 高橋貴司 役
- 連続テレビ小説（NHK総合）
  - ひまわり（1996年4月 - 10月） ‐ 真鍋刑事 役
  - こころ（2003年4月 - 9月）- 島田寅男 役
  - どんど晴れ（2007年4月 - 9月）- 山室英喜 役
  - おひさま（2011年4月 - 10月）- 神蔵正太郎 役
  - 花子とアン（2014年4月 - 9月）- 村岡平祐 役
  - なつぞら（2019年） ‐ 阿川弥市郎 役
  - ちむどんどん（2022年） - 猪野寛大 役[10]
- 鬼平犯科帳 第7シリーズ 第1話「麻布ねずみ坂」（1996年8月21日、フジテレビ・松竹）- 石島精之進 役
- はみだし刑事情熱系（1996年）- 尾谷宗介 役
- 男の選びかた（1997年1月 - 3月、東海テレビ・国際放映）- 岡本弁護士 役
- 遠山の金さんvs女ねずみ（1997年2月22日） 第4話「財産狙い! 草笛を吹く若妻」 − 郷田平八郎 役
- 編笠十兵衛（1997年、テレビ東京）- 舟津弥九郎 役
- 郷土の偉人シリーズ（テレビ熊本）
  - 若き日に汝の希望を星につなげ 松前重義・名利なき証言（1997年11月3日） - 加藤鑰平 役[11]
  - 押し相撲の名大関 栃光正之〜真実一路・待ったなし（2007年10月28日） - 畑中賢三 役[12]
  - 四賢婦人 矢嶋楫子とその姉たち 〜女性の扉を開けた信念の人〜（2009年11月1日） - 矢嶋直方 役[13]
  - 空の開拓者 日野熊蔵伝（2010年10月31日） - 徳川好敏（晩年） 役[14]
  - 郷土と共に歩んだ真の指導者 河津寅雄（2012年10月28日） - 河津友喜 役[15]
  - こころをつないだタクト 〜指揮者・小山卯三郎〜（2013年10月27日） - 斉藤秀介 役[16]
  - 結びの糸・原田茂 〜洋装への扉を開いた火の国の女〜（2022年10月31日）[17][18]
- '98新春ドラマスペシャル 味いちもんめ（1998年1月、テレビ朝日）- 板前 役
- ニュースキャスター霞涼子（1999年1月 - 3月、テレビ朝日）
- 土曜ワイド劇場（テレビ朝日）
  - 牟田刑事官事件ファイル26（1999年5月1日）- 宮下徹 役
  - 警視庁女性捜査班2（2000年）
  - ラーメン刑事「龍」の殺人推理3（2002年、朝日放送）
  - 温泉若おかみの殺人推理11（2002年10月12日）- 水星次郎 役
  - 西村京太郎トラベルミステリー10（2003年11月22日）- 酒井久仁 役
  - フリー女子アナの殺人リポート1・2（2004年4月17日、2006年2月18日）- 山中貞治 役
  - 鉄道捜査官5（2005年6月4日）- 相川哲夫 役
  - 刑事の妻〜デカツマ〜 魅惑の黒髪連続殺人（2005年7月30日）- 野島誠一郎 役
  - おかしな刑事2（2005年8月6日）- 吉村大輔 役
  - 京都殺人案内29（2006年11月18日、朝日放送）- 井元克彦 役
  - 狩矢父娘シリーズ8（2007年4月7日）- 飛鳥井誠司 役
  - 女警察署長（2009年5月23日）- 高村本部長 役
  - タクシードライバーの推理日誌26 「東京〜京都・琵琶湖、土地鑑のある乗客」（2010年1月23日）- 町田庄三 役
  - 天才刑事・野呂盆六5（2010年6月12日、朝日放送）- 鍋島道三 役
  - 新・棟居刑事シリーズ 5（2011年7月30日）- 山名孝輔 役
  - 終着駅シリーズ26（2012年10月27日）- 伊沢刑事 役
  - 犯罪心理学教授・兼坂守の捜査ファイル（2014年2月15日）- 河原遼一 役
  - 東京駅お忘れ物預り所7（2014年4月12日）- 山崎昭一 役
  - 逆転報道の女3（2014年4月19日）- 鰐渕武史 役
  - 事件16（2015年5月30日）- 山川公之 役
  - 犯罪心理学教授・兼坂守の捜査ファイル2（2015年7月11日）- 河原遼一 役
  - 検事・悪玉（2016年3月19日、朝日放送）- 柳耕太郎 役
- 暴れん坊将軍シリーズ（テレビ朝日）
  - 暴れん坊将軍IX 第33話「辻斬り必殺剣の秘密!?幻の御前試合」（1999年）- 柳瀬源吾 役
  - 暴れん坊将軍XI 第14話「鬼と呼ばれたい女!」(2001年) ｰ 日下部隆蔵 役
  - ドラマスペシャル 暴れん坊将軍（2008年12月29日）- 稲葉但馬守 役
- 八丁堀の七人（テレビ朝日）
  - 第1シリーズ 第3話「与力をつけ狙う女! 自害した姉の秘密…」（2000年） - 片平縫野助 役
  - 第2シリーズ 第1話「連続誘拐の謎!? 帰ってきた人情同心」（2001年） - 白石主水 役
  - 第4シリーズ 第1話「目撃証言を拒む少女! 仏を捨てた鬼同心」（2003年） - 彦七 役
  - 第6シリーズ 第10話「別れの時! 全員抜刀の総力戦」（2005年） - 矢作数馬 役
- 金曜エンタテイメント（フジテレビ）
  - 恐妻家探偵の事件帖（2000年10月）- 佐竹修三 役
  - 津軽海峡ミステリー航路1（2004年2月22日、フジテレビ）- 隅田三郎 役
- 女と愛とミステリー（テレビ東京・BSジャパン）
  - 松本清張特別企画・ガラスの城（2001年1月）- 富崎弥介 役
  - 高木検事室の事件簿 紫陽花は死の香り（2001年）- 神崎清祥 役
- 剣客商売 第3シリーズ 第4話「冬木立」（2001年、フジテレビ・松竹）- 若松屋文五郎 役
- 水戸黄門（TBS・C.A.L.）
  - 第29部 第24話「天晴れ! 若殿の改革・白河」（2001年）- 早瀬武太夫 役
  - 第31部 第3話「清水湊の大勝負!・江尻」（2002年）- 佐藤市兵衛 役
  - 第33部 第8話「陰謀暴いた忍ぶ恋・淡路」（2004年）- 片平嘉門 役
  - 第35部 第15話「波瀾万丈! お娟の休日・飫肥」（2006年）- 藤野監物 役
  - 第36部 第14話「父子結んだ石州和紙・津和野」（2006年）- 栗栖典膳 役
- 相棒（テレビ朝日）
  - pre season 第3話「大学病院助教授、墜落殺人事件!」（2001年11月10日）- 太宰謙介 役
  - season2 第8話「命の値段」（2003年12月3日）- 神田喜一 役
  - season11 第11話「アリス」（2013年1月1日）- 柴田久造 役
  - season17 最終話「新世界より」(2019年3月20日) - 鷺宮栄一 役
- スーパーテレビ情報最前線特別版 よど号ハイジャック事件122時間の真実 (2002年9月23日、日本テレビ) - 韓国ソウル日本大使館防衛駐在官・塚本勝一 役
- 龍神町龍神十三番地（2003年6月26日、TBS）
- 元カレ（2003年、TBS）- 吉井修三 役
- 白い巨塔（2003年、フジテレビ）- 船尾徹 役
- 天罰屋くれない 闇の始末帖 第9話「禁じられた男と女!15年の陰謀・黒幕の謎」（2003年、テレビ朝日）- 先坂右近 役
- 子連れ狼（テレビ朝日）
  - 第2シリーズ 第19話「大五郎涙の決意!一刀対烈堂大爆破の死闘!」（2003年）- 黒森軍太夫 役
  - 第3シリーズ 第8話「哀しき一騎討ち!大五郎とほおづきの涙」（2004年）- 室伏蔵人 役
- 忠臣蔵（2004年、テレビ朝日）- 柳沢吉保 役
- 名奉行!大岡越前 第1シリーズ 第4話（2005年、テレビ朝日）- 肥前屋 役
- 見当たり捜査25時（2004年、TBS）
- DRAMA COMPLEX（日本テレビ）
  - 河井継之助 駆け抜けた蒼龍（2005年12月27日） - 牧野貞直 役
  - コシノ家の闘う女たち〜肝っ玉お母ちゃんとパワフル三姉妹（2006年8月8日） - 下島高志 役
- こちら本池上署（2005年、TBS）- 河野賢治 役
- 嬢王（2005年、テレビ東京）- 中坊精治 役
- 雨と夢のあとに（2005年、テレビ朝日）- 矢島向陽 役
- 水曜ミステリー9 「猪熊夫婦の駐在日誌3」（2006年、テレビ東京）- 内藤義之 役
- 拝啓、父上様（2007年1月 - 3月、フジテレビ）
- 火曜ドラマゴールド「30億円ダイヤ強奪!保険調査員村木修介の災難」（2007年2月27日、日本テレビ）- 大山誠二 役
- 生徒諸君!（2007年、朝日放送・テレビ朝日）
- 土曜ドラマ「ハゲタカ」（2007年、NHK総合）- 迫田専務 役
- 未来遊園地（2007年9月28日、テレビ朝日）
- ドリーム☆アゲイン（2007年10月 - 12月、日本テレビ）
- 月曜ゴールデン（TBS）
  - ベビーシッターの危険な好奇心（2007年11月12日）- 井上警部補 役
  - 松本清張スペシャルドラマ・塗られた本（2007年12月17日）- 櫛田医師 役
  - 萬屋長兵衛の隅田川事件ファイル2（2010年2月15日）- 相川幸司 役
  - 見えない貌 イソベン・里村タマミの事件簿（2010年6月7日）- 秋元康介 役
  - 制服捜査（2013年8月12日）- 宮越幸造 役
  - 十津川警部シリーズ50「消えたタンカー」（2013年9月9日）- 本多時孝 役
  - 十津川警部シリーズ53「伊豆・踊り子号殺人ルート」（2014年10月20日）- 本多時孝 役
- 天と地と（2008年1月6日、テレビ朝日）
- 幻十郎必殺剣（2008年1月 - 3月、テレビ東京）- 田沼意正 役
- インターホン症候群の女・他人の生活を覗きたがる主婦の秘密（2008年3月15日、テレビ朝日）
- 氷の華（2008年9月6,7日、テレビ朝日）
- ブラッディ・マンデイ（2008年、TBS）- 苑麻孝雄 役
- イノセント・ラヴ（2008年、フジテレビ）- 東野晋 役
- おみやさん 第6シリーズ 第4話（2008年11月27日、テレビ朝日）- 紺野 役
- 男装の麗人〜川島芳子の生涯〜（2008年12月6日、テレビ朝日）- 多田駿 役
- 必殺仕事人2009 第7話（2009年2月27日、朝日放送・テレビ朝日）- 勘六 役
- 交渉人〜THE NEGOTIATOR〜（2009年2月28日、テレビ朝日）- 四乃宮久作 役
- 白洲次郎（2009年2月28日、NHK総合）- 樺山愛輔 役
- 外科医 鳩村周五郎 闇のカルテV（2009年3月27日、フジテレビ）- 大河内 役
- メイド刑事（2009年7月24日、テレビ朝日）- 庄司和彦 役
- 官僚たちの夏（2009年7月、TBS）- 山岡一郎 役
- オルトロスの犬（2009年7月 - 9月、TBS）- 後藤保 役
- 土曜ドラマ「再生の町」（2009年8月 - 、NHK総合）- 高岡春馬 役
- 左目探偵EYE（2009年10月3日、日本テレビ）- 杉森信宏 役
- 刑事一代（2009年、テレビ朝日） - 盛岡辰夫 役
- 星新一ショートショート 新春スペシャル「古風な愛」（2010年1月2日、NHK総合）
- SAMURAI CODE（2010年・テレビ東京）- 轡田明 役
- コード・ブルー -ドクターヘリ緊急救命- 2nd season（2010年1月11日 - 3月、フジテレビ）- 白石博文 役
- エンゼルバンク〜転職代理人〜第2話（2010年1月21日、テレビ朝日）- 竹田信也 役
- ブラッディ・マンデイ2（2010年1月 - 3月、TBS）- 苑麻孝雄 役
- 泣かないと決めた日（2010年1月 - 3月、フジテレビ）- 坂東雅之 役
- 不毛地帯（2010年2月 - 3月、フジテレビ）- 武蔵稔 役
- 絶対零度 〜未解決事件特命捜査〜（2010年4月 - 6月、フジテレビ）- 白石晋太郎 役
- 逃亡弁護士 第4話（2010年7月27日、関西テレビ）- 山崎義一 役
- 崖っぷちのエリー〜この世でいちばん大事な「カネ」の話〜第4話（2010年7月30日、朝日放送・テレビ朝日）- 平林正親 役
- 新・警視庁捜査一課9係 season2第10話「高層の死角」（2010年9月1日、テレビ朝日）- 溝口甚八 役
- パーフェクト・リポート（2010年10月 - 12月、フジテレビ）- 蒼山義男 役
- 空の開拓者 日野熊蔵伝（2010年10月31日、テレビ熊本）- 徳川好敏 役
- NHKスペシャル「さよなら、アルマ〜赤紙をもらった犬〜」（2010年12月18日、NHK総合）- 甘田満 役
- 最上の命医 第4話（2011年1月31日、テレビ東京）- 真中孝典 役
- ヤング ブラック・ジャック（2011年4月23日、日本テレビ）- 八坂陽三 役
- おみやさん 第8シリーズ 第2話（2011年5月5日、テレビ朝日）- 薄井信行 役
- JIN-仁-第2シリーズ第6話（2011年5月22日、TBS）- 上役 役
- 絶対零度 〜特殊犯罪潜入捜査〜（2011年7月 - 9月、フジテレビ）- 白石晋太郎 役
- 南極大陸（2011年10月 - 12月、TBS）- 畠野晋平 役
- HUNTER〜その女たち、賞金稼ぎ〜（第8話 - 、テレビ朝日）- 佐貫 役
- 金曜プレステージ（フジテレビ）
  - 医療捜査官 財前一二三2（2011年12月16日、フジテレビ）- 有村和志 役
  - 悪党（2012年11月30日、フジテレビ）- 細谷博文 役
  - 警部補・佐々木丈太郎5（2013年3月15日、フジテレビ）- 川嶋信也 役
  - ヤバい検事 矢場健〜ヤバケンの暴走捜査〜3（2014年2月14日、フジテレビ）- 里中源蔵 役
- 早海さんと呼ばれる日（2012年1月 - 3月、フジテレビ）- 金井拡 役
- ドラマ特別企画「明日をあきらめない…がれきの中の新聞社〜河北新報のいちばん長い日〜」（2012年3月4日、テレビ東京）- 一力雅彦 役
- ドラマスペシャル「濃姫」（2012年3月17日、テレビ朝日）- 堀田道空 役
- リーガル・ハイ 第1話（2012年4月17日、フジテレビ）- 白井警部 役
- ドラマ特別企画「悪女について」（2012年4月30日、TBS）- 渡瀬龍雄 役
- はつ恋（2012年5月 - 7月、NHK総合）- 高野秀則 役
- リッチマン、プアウーマン（2012年7月 - 9月、フジテレビ）- 笛木匡正 役
- 東野圭吾ミステリーズ 第2話「犯人のいない殺人の夜」（2012年7月12日、フジテレビ）- 高野刑事 役
- 金曜ロードSHOW　特別ドラマ企画「家族、貸します 〜ファミリー・コンプレックス〜」（2012年7月27日、日本テレビ）- 山室博 役
- ドラマスペシャル「償い」（2012年11月17日 - 12月1日、NHK BSプレミアム）- 山岸徹男 役
- 捜査地図の女 第5話（2012年11月22日、テレビ朝日）- 伊藤昭彦 役
- 神様のボート（2013年3月 - 4月、NHK総合）- 野島寛 役[19]
- 遺留捜査（テレビ朝日）
  - 第3シーズン - 長島剛志 役
    - 第8話「殺しのチケット」（2013年6月5日）
    - 最終話「最後の遺留品!! 森の中の真っ赤なドロップ」（2013年6月12日）

  - 第7シーズン - 星野一男 役/小野寺修 役
    - 第1話「風変わり刑事再び!! 嵐の中に消えた男〜鳴らない笛の真実!?」（2022年7月14日）
    - 第2話「父にすり替わった男 苦いキャラメルが語る30年間の嘘!!」（2022年7月21日）
- 夫婦善哉（2013年8月 - 9月、NHK総合）- 『ダンスホール』支配人 役
- 松本清張スペシャル・顔（2013年10月3日、フジテレビ）- 田村正道 役
- 刑事吉永誠一 涙の事件簿（2013年10月 - 12月、テレビ東京）- 辰巳耕造 役
- 土曜ドラマ 太陽の罠（2013年11月 - 12月、NHK総合）- 細川守 役
- 夜のせんせい（2014年1月 - 3月、TBS）- 柳島武彦 役
- 東京が戦場になった日（2014年） - 五十嵐教授
- 水曜ミステリー9（テレビ東京・BSジャパン）
  - 警察大学校 日丸教授の事件ノート（2014年7月9日）- 三木徹 役
  - みちのく麺食い記者 宮沢賢一郎3（2014年7月30日）- 弘田圭一 役
  - 奥多摩駐在刑事3（2015年9月16日）- 岩城修一 役
  - 花実のない森（2017年）- 郷田良亮 役
- スペシャルテレビドラマ 妻たちの新幹線（2014年10月13日、NHK名古屋）- 中村裕蔵 役
- 連続ドラマW（WOWOW）
  - 平成猿蟹合戦図（2014年11月 - 12月）- 早乙女治 役
  - 贖罪の奏鳴曲（2015年1月 - 2月）- 稲見武男 役（特別出演）
- ドクターX〜外科医・大門未知子〜第3シリーズ（2014年12月18日、テレビ朝日）- 羽生稔 役
- 64（ロクヨン）（2015年4月 - 5月、NHK総合）
- ドラマ10 美女と男子（2015年4月 - 、NHK総合）[20]
- アルジャーノンに花束を（2015年4月 - 6月、TBS）- 河口玲二 役（特別出演）
- 植物男子ベランダー SEASON2（2015年4月 - 9月、NHK BSプレミアム）- 伯父さん 役
- ドラマ特別企画 図書館戦争 BOOK OF MEMORIES（2015年10月5日、TBS）- 笠原克宏 役
- NHKスペシャル「原発メルトダウン 危機の88時間」（2016年3月13日、NHK総合）※再現ドラマ[21]
- 双葉荘の友人（2016年3月19日、WOWOW）- 寺田幸吉 役[22]
- ドラマスペシャル 検事の本懐（2016年12月3日、テレビ朝日）- 佐方陽世 役
- 北風と太陽の法廷（2017年3月17日、日本テレビ）- 原康三 役
- PTAグランパ!（2017年4月 - 5月、NHK BSプレミアム）- 秋山寛治 役
- 人間の証明（2017年4月2日、テレビ朝日）- 郡陽平 役
- ハロー張りネズミ（2017年7月 - 9月、TBS）- 舞原和雄 役
- 名奉行!遠山の金四郎（2017年 ‐ 、TBS）- 東条八右衛門 役
- 風雲児たち〜蘭学革命（れぼりゅうし）篇〜（2018年1月1日、NHK総合）- 桂川甫三 役
- 眠狂四郎 The Final (2018年2月17日、フジテレビ) - 空念
- 荒神（2018年2月17日、NHK BSプレミアム） - じい 役[23]
- 海月姫（2018年、フジテレビ）- 中原丈雄（本人） 役
- 大女優殺人事件〜鏡は横にひび割れて〜（2018年3月25日、テレビ朝日） - 神ノ小路公記 役[24]
- どこにもない国 後編（2018年3月31日、NHK総合） - 楢橋渡 役
- 特捜9 第1話・最終話（2018年4月11日・6月13日、テレビ朝日） - 高森徹也 役[25][26]
- 孤独のグルメ Season7 第7話（2018年5月19日、テレビ東京）- マスター 役
- 昭和元禄落語心中（2018年、NHK総合） - 城戸績（組長） 役[27]
- 遙かなる山の呼び声（2018年11月24日、NHK BSプレミアム） - 風見吉雄 役
- 螢草 菜々の剣（2019年7月 - 9月、NHK BSプレミアム） - 鏑木勝重 役
- 令和元年版 怪談牡丹燈籠（2019年10月6日 - 27日、NHK BSプレミアム） - 相川新五兵衛 役
- さすらい署長 風間昭平14（2019年11月4日 テレビ朝日） - 作田智弘 役
- 剣客商売 婚礼の夜（2020年3月、フジテレビ） - 金子孫十郎 役
- しかたなかったと言うてはいかんのです（2021年8月13日、NHK総合） - 岡島孝輔 役[28]
- NHKスペシャル 南海トラフ巨大地震（2023年3月4日、NHK総合） - 森澤誠一郎 役[29]
- グレースの履歴（2023年3月19日 - 5月7日、NHK BS4K・BSプレミアム） - 蓮見敬一郎 役[30]
- TRUE COLORS（2025年1月5日 -、NHK BS・BSプレミアム4K） - 松浦茂雄 役[31][32]
- あなたを奪ったその日から 第3話 - 最終話（2025年5月5日 - 6月30日、関西テレビ・フジテレビ） - 木戸雅人 役[33][34]

### 映画
- もっともあぶない刑事（1988年）- 宮坂四郎 役
- おこげ（1992年）- 寺崎栃彦 役
- CLOSING TIME（1997年）
- 女刑事RIKO 聖母の深き淵（1998年）- 麻生龍太郎 役
- 絆 -きずな-（1998年） - 木部和夫 役
- ゴジラシリーズ
  - ゴジラ2000 ミレニアム（1999年）- 高田師団長 役[3]
  - ゴジラ・モスラ・キングギドラ 大怪獣総攻撃（2001年）- 崎田艦長 役[3]
  - ゴジラ×メカゴジラ（2002年）- 一柳幕僚長 役[3]
  - ゴジラ×モスラ×メカゴジラ 東京SOS（2003年）- 一柳幕僚長 役[3]
- 破線のマリス（2000年）- 阿川孝明 役
- 修羅の蛮王（バンキング）（2001年）- 浅間亘夫 役
- 田園のスーウツ（2001年）- 村山哲人 役
- BACK STAGE/バックステージ（2001年）
- 陽はまた昇る（2002年）
- ミスター・ルーキー（2002年）- 平松コーチ 役
- ROUND１（2003年）- 拝 役
- 踊る大捜査線シリーズ- 榊原警視監 役
  - 踊る大捜査線 THE MOVIE 2 レインボーブリッジを封鎖せよ!（2003年）
  - 踊る大捜査線 BAYSIDE SHAKEDOWN 2（2003年）
  - 容疑者 室井慎次（2005年）
- 北の零年（2005年）
- 春の雪（2005年）
- ねこのひげ（2005年）
- デスノート 前編（2006年）- 松原 役
- 風のダドゥ（2006年）
- 不撓不屈（2006年）- 片山邦彦 役
- 俺は、君のためにこそ死ににいく（2007年）- 憲兵大尉 役
- 大阪府警潜入捜査官（2007年） - 上原本部長 役
- 転校生-さよなら あなた-（2007年）- 水谷吾郎 役
- レイン・フォール/雨の牙（2009年）- 川村安弘 役
- ナイト・トーキョー・デイ（2009年）
- THE LAST MESSAGE 海猿（2010年）- 内藤琢磨 役
- ワイルド7（2011年）- 成沢守（検事総長） 役
- 聯合艦隊司令長官 山本五十六（2011年）- 南雲忠一 役[35]
- アウトレイジ ビヨンド（2012年）
- のぼうの城（2012年）- 北条氏政 役
- ばななとグローブとジンベエザメ（2013年）- 主演・園田敦 役
- 蠢動 -しゅんどう-（2013年）- 舟瀬太悟 役
- ふしぎな岬の物語（2014年）- 鳴海 役
- 暗殺教室（2015年）- 尾長剛毅 役
- うつくしいひと サバ?（2017年）
- 明日へ 戦争は罪悪である（2015年）- 杉原良善 役
- 武蔵 -むさし-（2019年公開予定）- 板倉勝重 役
- るろうに剣心 最終章 The Final（2021年4月23日） - 前川宮内 役[36]
- おしゃべりな写真館（2024年） - 主演・松原雄二 役[37]
- 囁きの河（2025年） - 主演・今西孝之 役[38]
- 神の島（2025年）[39]

### ラジオ
- トワ エ モア〜あなたと私〜（TOKYO FM）
- 白岳presents 中原丈雄のくまもとスピリット(熊本放送 2019年4月7日-)

### CM
- BMW「BMW・7シリーズ」（2002年4月 - ）
- フジテレビジョン キャンペーン（2013年3月 - ）
- 山崎製パン「ゴールドシリーズ」（2016年1月 - ）

### その他
- テレメンタリー「地獄温泉の三兄弟 〜熊本地震 希望の泥湯〜」（熊本朝日放送、2018年） - ナレーション
- 日本ほのぼの散歩（BS11）
- 大人の山歩き-自分に出会える百名山-（テレビ朝日）
- SL人吉 最後の日々〜時代を駆けた102年〜（NHK BS、2024年4月13日）- ナレーション